# Dani Schahin
Dani Schahin (in ucraino Дані Шахін?, Dani Šachin; Donec'k, 9 luglio 1989) è un ex calciatore ucraino naturalizzato tedesco, di ruolo attaccante.